# Stavudin

Strukturformel

Stavudin (Zerit) är ett antiviralt läkemedel och tillhör gruppen NRTI som används mot HIV. Stavudin är en tymidinanalog detta innebär att den liknar den byggsten tymidin som viruset behöver för att bygga nytt virus DNA för att kunna reproducera. Stavudin ges aldrig ensamt utan oftast i kombination med två andra virala läkemedel, detta för att undvika att viruset muteras och läkemedelet blir verkningslöst. 
Stavudin tillverkas av Bristol-Myers Squibb. 